# Туата Де Данан
Туата Де Данан (на староирландски: Tuatha Dé Danann, „Народът на [богинята] Дану“) според келтската митология е божествен народ, произлязъл от богинята на земята и плодородието Дану. Представители на рода са Брид (Бригит), Гоибниу, Дагда, Дейн Кехт, Луг, Наду, Огма и други.
Според келтското поверие, наследниците на Дан слезли на земята от огромен облак. В митичната местност Маг Туиред те взели участие в няколко битки. При първата си битка победили и изселили коренното население Фирболг, което тогава населявало земите на Ирландия. Последвала битка с демоните, наречени Фомори, при която Туата Де Данан отново удържали победа. По-късно обаче били победени от наследниците на Мил, пристигнали от юг (от северозападните земи на Иберийския полуостров, днес Галисия и северна Португалия). Синовете на Мил заточили синовете на Дан в голяма погребална могила (ший).